# Erhard Kogsbølle
Erhard Ursin Kogsbølle (18. november 1833 – 19. april 1906) var en dansk brygger. Han var inspektør på Gamle Carlsberg indtil 1881, de sidste år ligeledes partner med J.C. Jacobsen i virksomheden J.C. Jacobsen & Co. Ved siden af sit arbejde på Gl. Carlsberg var Kogsbølle involveret i virksomhederne Bryggeriet Alliance, Kopenhagen Emaillenfarbe og Holtegaards Fabrikker.
Erhard Kogsbølle blev født som tredje barn af Sophie Kogsbølle (f. Brønnum) og Rasmus Kogsbølle, som lillebror til Rickard og Flora. Familien var hjemmehørende i Nordjylland, idet Sophie Brønnum stammede fra Aalborg og Rasmus Kogsbølle fra Nykøbing Mors.

## På Carlsberg (1856-1881)
Kogsbølle blev ansat som inspektør på Carlsberg i 1856, hvor han bl.a. bidrog til dampkogning og kassemalteriets teknologi.
Han blev viet til Magnella Kogsbølle i 1863, og brylluppet blev holdt af J.C. Jacobsen.
Allerede i 1865 meddelte J.C. Jacobsen til sin søn Carl Jacobsen, at Kogsbølle burde gøres til bestyrer og eventuelt kompagnon i tilfælde af J.C. Jacobsens bortgang forud for færdiggørelsen af Carl Jacobsens uddannelse. Ligeledes fremhævede J.C. Jacobsen, at han så det som sin opgave at hjælpe Kogsbølle i vej som selvstændig.
I 1871 indtrådte Kogsbølle som kompagnon, og virksomheden ændrede navn til J.C. Jacobsen & Co.. Dette forhold bestod indtil Kogsbølles fratræden i 1881. Carlsberghus (dengang Faxehuus) blev i 1875-76 opført som bolig til familien Kogsbølle, som flyttede hertil fra deres hidtidige bopæl på bryggeriet.
Fra 1876 til sin død i 1906 var Kogsbølle også tilforordnet Carlsberg Laboratoriums bestyrelse.
I midten af 1870'erne blev der fra England indført en emaljefarve, som gjorde sig vel på fugtige vægge, hvilket indførtes på først Ny Carlsberg og siden på Gl. Carlsberg. Kogsbølle grundlagde fabrikken Kopenhagener Emaillefarbe og solgte produktet til bl.a. tyske bryggerier.
Kogsbølle fratrådte Carlsberg ved udgangen af regnskabsåret 1880/1881 den 30. september 1881 og blev erstattet som inspektør af S.A. van der Aa Kühle, hvorefter virksomheden skiftede navn tilbage til blot J.C. Jacobsen.
Erhard Kogsbølle var også partner i Bryggeriet Alliance, som indgik i De forenede Bryggerier i 1891.

## På Holtegaard (1882-1906)
Efter at have forladt Carlsberg drog Kogsbølle på et års rejse med sin hustru og i 1882 købte han Holtegaard. Han grundlagde i 1887 bryggeriet Holtegaards Fabriker på Kohavevej i Vedbæk og drev dette indtil sin død i 1906.
I tv-serien Bryggeren spilles Kogsbølle af Kurt Ravn.